# Gérald Delepine
Gérald Delepine (Hermalle, 11 december 1969) is een Belgisch voormalig motorcoureur.

## Levensloop
Delepine werd in 2005 wereldkampioen supermoto in de S1. Eerder werd hij in deze categorie vicewereldkampioen (2002) en derde (2004). In 2007 werd hij wereldkampioen in de S2. In 2008 behaalde hij in deze categorie een bronzen en in 2009 een zilveren medaille.